# Morte di tre sorelle a Patrasso
Il caso della morte di tre sorelle a Patrasso, noto anche come il "caso Roula Pispirigou" dal nome della madre, è un caso di polizia e giudiziario greco di grande risonanza venuto alla luce nel febbraio 2022, quando la procura di Patrasso ha chiesto alla polizia di condurre un'indagine preliminare sul caso di tre fratellini morti in circostanze poco chiare a Patrasso nell'arco di tre anni.
Il caso ha attirato un intenso interesse pubblico e, quando la madre dei bambini, Roula Pispirigou, è stata arrestata dalle autorità come sospettata della loro morte, una folla si è radunata fuori dalla casa della famiglia, che è stata vandalizzata, e ha minacciato di linciare i parenti che si trovavano all'interno. In segno della rabbia della folla, Pispirigou è stata portata in tribunale per scusarsi sotto una forte protezione della polizia, indossando un cappuccio e un giubbotto antiproiettile.
L'indagine della polizia è iniziata in seguito alla morte della terza figlia della famiglia di Manos Daskalakis e Roula Pispirigou, la noveenne Georgina, il 29 gennaio 2022, e dopo che la Procura di Patrasso ha emesso un ordine per un'indagine di polizia sui decessi. Il caso è stato successivamente preso in carico dalla "Sottodivisione per i Crimini contro la Proprietà e i Crimini contro la Vita" della Polizia ellenica. I test tossicologici effettuati dopo l'esumazione del corpo hanno rilevato una quantità eccessiva di ketamina nel sangue di Georgina, portando all'arresto della madre come responsabile della somministrazione del farmaco. Subito dopo il suo arresto, sono state indagate le morti degli altri due figli, con nuovi esami forensi e istologici condotti.
La conclusione degli esperti, pubblicata il 20 giugno 2022, ha indicato un atto doloso - morte per soffocamento per le altre due ragazze. Il processo per Georgina è durato 14 mesi, con 89 udienze e circa 60 testimoni. Si è concluso il 30 marzo 2024, quando il Tribunale Misto di Atene ha unanimemente dichiarato la madre colpevole di omicidio colposo e l'ha condannata all'ergastolo. Il processo delle altre due ragazze (Malena e Iris) è durato circa 12 mesi, con 80 udienze e 50 testimoni. Anche in questo caso, il tribunale ha unanimemente ritenuto l'imputata colpevole dei due omicidi commessi soffocando le vittime ostruendo le vie respiratorie. È stata condannata a due ergastoli. 

L'imputata ha mantenuto la sua innocenza fino alla fine e ha rifiutato di rivendicare circostanze attenuanti.  Entrambi i verdetti saranno riesaminati dalla Corte d'appello.
Un'importante conseguenza del processo è stata l'indagine ordinata dalla Procura di Atene sugli esperti forensi statali che avevano sostenuto che tutte e tre le ragazze fossero morte per cause patologiche. Il procuratore li ha accusati di spergiuro.